# Expedition 47

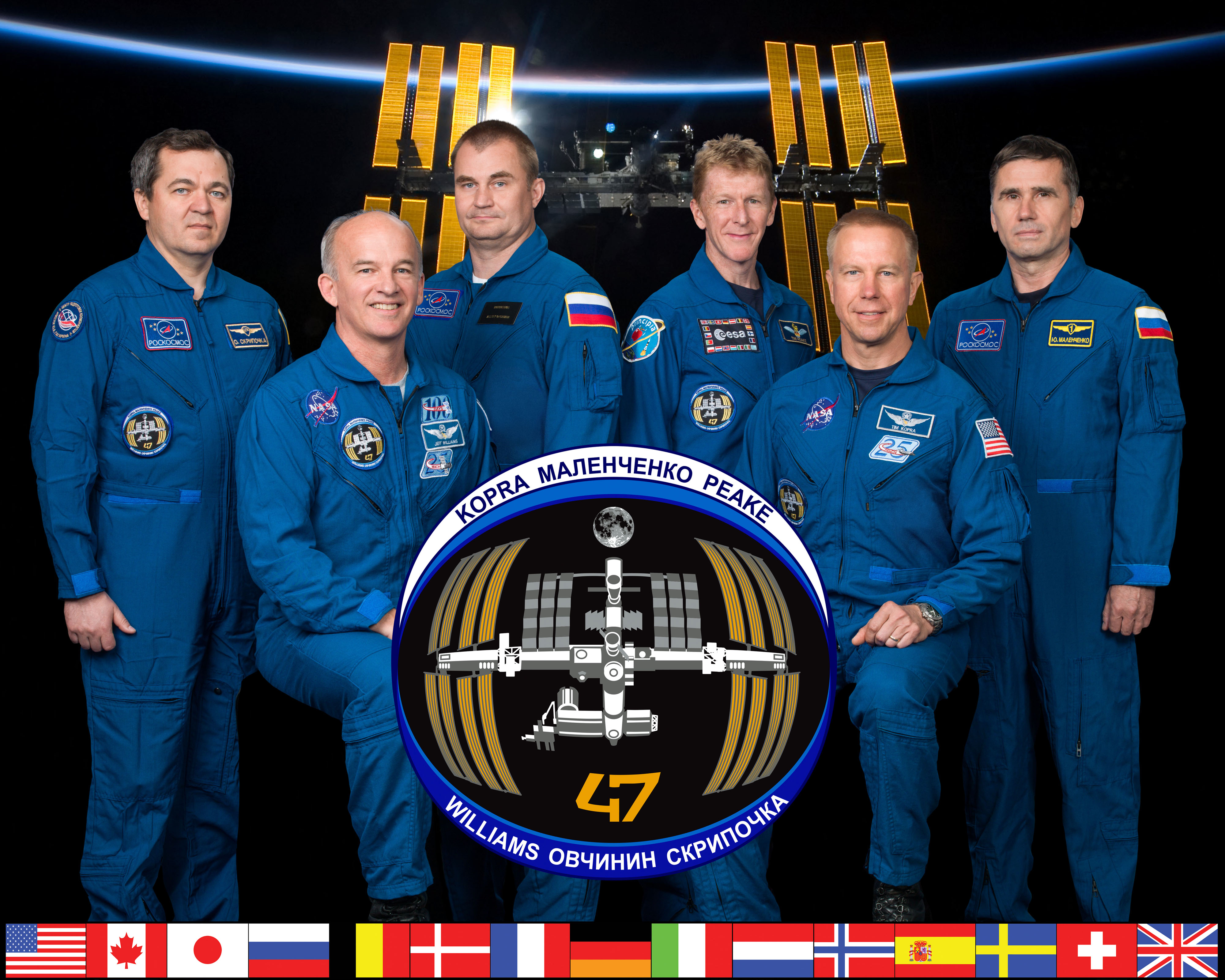
Expedition 47 besättning.

Expedition 47 var den 47:e expeditionen till Internationella rymdstationen (ISS). Expeditionen började den 1 mars 2016 då delar av Expedition 46s besättning återvände till jorden med Sojuz TMA-18M.
Aleksej Ovtjinin, Oleg Skripotjka och Jeffrey N. Williams anlände till stationen med Sojuz TMA-20M den 19 mars 2016.
Expeditionen avslutades den 18 juni 2016 då Timothy Kopra, Timothy Peake och Jurij Malentjenko återvände till jorden med Sojuz TMA-19M.

## Besättning
| Position       | Första delen (1 - 19 mars 2016)             | Andra delen (19 mars - 18 juni 2016)           |
| -------------- | ------------------------------------------- | ---------------------------------------------- |
| Befälhavare    | Timothy Kopra, NASA Hans andra rymdfärd     | Timothy Kopra, NASA Hans andra rymdfärd        |
| Flygingenjör 1 | Timothy Peake, ESA Hans första rymdfärd     | Timothy Peake, ESA Hans första rymdfärd        |
| Flygingenjör 2 | Jurij Malentjenko, RSA Hans sjätte rymdfärd | Jurij Malentjenko, RSA Hans sjätte rymdfärd    |
| Flygingenjör 3 |                                             | Aleksej Ovtjinin, RSA Hans första rymdfärd     |
| Flygingenjör 4 |                                             | Oleg Skripotjka, RSA Hans andra rymdfärd       |
| Flygingenjör 5 |                                             | Jeffrey N. Williams, NASA Hans fjärde rymdfärd |